# 28151 Markknopfler
28151 Markknopfler este o planetă minoră (asteroid), cu un diametru de 4,856 km, din centura de asteroizi. A fost descoperită pe 22 octombrie 1998 la Caussols de OCA-DLR Asteroid Survey⁠(d) și a fost numită după Mark Knopfler. 
Obiectul prezintă o orbită caracterizată de o semiaxă mare de 2,5985025 UAi, o excentricitate de 0,16, o înclinație de 4,47328 ° în raport cu ecliptica.